# Martijn Engelbregt
Martijn Engelbregt (Den Haag, 22 februari 1972) is een Nederlands conceptueel kunstenaar en grafisch ontwerper. Engelbregt studeerde in 1996 cum laude af aan het de Hogeschool voor de Kunsten in Utrecht.
Hij doceerde aan het Sandberg Instituut in Amsterdam en was daar hoofddocent van de tijdelijke afdeling Cure Master. Sinds 2018 werkt Engelbregt bij het makerscollectief Circus Andersom, waar hij onder meer verantwoordelijk is voor Sexpack Leuterbier, Gewenste Intimiteiten en Reis naar de Aarde. Engelbregt exposeerde in Japan bij het Museum of Contemporary Art Tokyo (MOT).

## Werk (selectie)
- 1998 – Tegenscript, handleiding om telefonische verkopers van repliek te dienen.
- 2003 – Illegalengormulier.
- 2006 — De Dienst, kunstwerken voor het Logement van de Tweede Kamer[4]

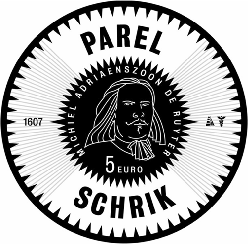
Michiel de Ruyter Vijfje (achterzijde)

- 2007 — Michiel de Ruyter Vijfje
- 2022 – Sexpack Leuterbier.[5]

- Bibliothèque nationale de France: cb161630124 (data)
- Gemeinsame Normdatei: 123394333
- International Standard Name Identifier: 0000 0000 7327 3967
- Library of Congress Control Number: nb2004310623
- Nederlandse Thesaurus van Auteursnamen: 266061958
- RKD-Nederlands Instituut voor Kunstgeschiedenis: 129353
- Union List of Artist Names: 500550272
- Virtual International Authority File: 10753107
- WorldCat: E39PBJmDqqD4PYpB6WcJWdfXh3